# Mistrzostwa Afryki U-20 w rugby union mężczyzn
Mistrzostwa Afryki U-20 w rugby union mężczyzn – oficjalny międzynarodowy turniej rugby union o zasięgu kontynentalnym mający na celu wyłonienie najlepszej w Afryce męskiej reprezentacji narodowej złożonej z zawodników do lat dwudziestu. Organizowany jest corocznie przez Rugby Africa od roku 2017 i zastąpił rozgrywane wcześniej mistrzostwa do lat dziewiętnastu.

## Zwycięzcy
| Rok  | Gospodarz           | Zwycięzca      | Źródło |
| ---- | ------------------- | -------------- | ------ |
| 2017 | Madagaskar/ Tunezja | Namibia U-20   |        |
| 2018 | Namibia/ Tunezja    | Namibia U-20   |        |
| 2019 | Kenia               | Kenia U-20     |        |
| 2020 | Kenia               | nie odbyły się |        |
| 2021 | Kenia               | Kenia U-20     |        |
| 2022 | Kenia               | Zimbabwe U-20  |        |
| 2023 | Kenia               | Zimbabwe U-20  |        |
| 2024 | Zimbabwe            | Kenia U-20     |        |